# Henry Highland Garnet
Henry Highland Garnet (engelskt uttal: [ˈhɛn.ɹi ˈhaɪlənd ˈɡɑː(ɹ).nət]
 ( lyssna)), född 23 december 1815 i New Market, död 13 februari 1882 i Monrovia, var en afro-amerikansk abolitionist,  lärare och retoriker. Som barn växte han upp i New York efter att ha rymt med sin familj från slaveriet i Maryland. Han undervisades vid den Fria afrikanska skolan såväl som andra institutioner, och blev förespråkare för militant abolitionism. Han blev engagerad i kyrkan och baserade sina läror om abolitionism i religion.